# アバ・ラーナー
アバ・ラーナー（Abba Lerner、1903年10月28日 - 1982年10月27日）は、ロシアのベッサラビアで生まれ、イギリスで教育を受けたあと教え始めたが、1939年からはアメリカ合衆国に移住して活躍した経済学者。生涯を通してケインズ経済学を一貫する形で活動したことからケインズ主義経済学者であるといえる。

## 略歴
- 1903年 ロシアのベッサラビアで生まれた。
- 3歳のときに家族でロンドンに移住し、イースト・エンドで育つ。
- 16歳から機械工やヘブライ語学校の教師などをして働くようになる。
- 1929年 ロンドン・スクール・オブ・エコノミクス（LSE）に入学。
- 1933年 『レビュー・オブ・エコノミック・スタディーズ』の創刊に力を貸し、1937年まで共同編集を続けた。
- 1935年 LSEで教え始めると同時に、半年の間ケンブリッジ大学で過ごす。ジョン・メイナード・ケインズと知り合い、ケインズ主義経済学に転向。
- 1939年 アメリカに移住し、以後、多くの大学で過ごす（1か所に2～3年以上とどまることは滅多になかった）。
- 1943年 LSEから博士号を得る。
- 1944年 彼の最も有名な著書『統制の経済学』を出版。
- 1950年代 イスラエル政府の相談役を務める。
- 1966年 アメリカ経済学会の特別研究員となる。
- 1975年 H・ベンシャールと共に『効率と成長の経済学』を出版。
- 1980年 太平洋経済学会の会長となる。
- 1982年 フロリダ州Tallahasseにて死去（78歳）。

## 業績
- マーシャル・ラーナー条件

通貨安によって貿易収支が改善するためには、輸入と輸出の価格弾性値の合計が1よりも大きくなければならないという条件。価格弾力性とは、価格が1％上がったときに売れ行きが何％悪くなるのかを表す指標。価格弾力性が低い（＝マーシャル・ラーナー条件を満たしていない）と、為替レートの調整を行っても貿易収支の改善は期待できない。
- ラーナーの対称性定理

輸入関税と輸出税が同一の経済効果を持つという理論的結果を示した。
- ラーナーの逆説

関税を課すと、輸入財の世界価格が上昇し、関税賦課国の交易条件が悪化するという理論的結果の可能性を示した。通常、大国のケースでは関税の賦課によって交易条件が改善することから逆説と呼ばれる。
- 経済計算論争
- ケインズサーカス
- ハンセンらと新正統派の財政学
- ラーナー効果
- ラーナー指数

## 著書

### 単著
- The Economics of Control: Principles of Welfare Economics, (Macmillan, 1944).
  - 『統制の経済学：厚生経済学原理』桜井一郎訳、文雅堂書店、1961年、doi:10.11501/3010329。
- Economics of Employment, (McGraw-Hill, 1951).
  - 『雇用の経済学』高川清明訳、文雅堂銀行研究社、1965年、doi:10.11501/3007818。
- Essays in Economic Analysis, (Macmillan, 1953).
- Everybody's Business, (Michigan State University Press, 1961).
- Flation: Not Inflation of Prices, Not Deflation of Jobs: What You Always Wanted to Know about Inflation, Depression, and the Dollar, (Quadrangle books, 1972).
- Selected Economic Writings of Abba P. Lerner, (New York University Press, 1983).

### 共著
- The Economics of Efficiency and Growth: Lessons from Israel and the West Bank, with Haim Ben-Shahar, (Ballinger Pub. Co., 1975).
- MAP: A Market Anti-Inflation Plan, with David C. Colander, (Harcourt Brace Jovanovich, 1980).

### 共編著
- Planning and Paying for Full Employment, co-edited with Frank D. Graham, (Princeton University Press, 1946).